# Chrysolina americana
Chrysomela americana · Patriote à bandes, Chrysomèle du Romarin, Chrysomèle américaine, Chrysomèle de la Lavande
Espèce
Chrysolina americana est une espèce d'Insectes coléoptères de la famille des Chrysomèles. Elle se nourrit de Lamiacées aromatiques telles que la Lavande et le Romarin.

## Description
L'espèce présente les caractéristiques anatomiques communes aux Insectes coléoptères : son corps est divisé en trois parties auxquelles sont rattachées des appendices articulés dont trois paires de pattes, deux antennes, deux paires d'ailes (deux mobiles, deux élytres) et une paire d'yeux composés.
Ses caractéristiques spécifiques sont, :
- les adultes mesurent 7 à 8 mm de long ;
- le corps est iridescent, de couleur verte à reflets métaliques, ovale et bombé ;
- chaque élytre présente cinq bandes longitudinales de couleur rouge foncé métallique (rouille) et quatre bandes longitudinales doublement striées (ponctuations continues qui sont plus ou moins alignées) de couleur verte à reflets métaliques ;
- les antennes et les pattes sont de couleur rouge foncé métallique (rouille) ;
- le thorax est bordé de bourrelets latéraux.

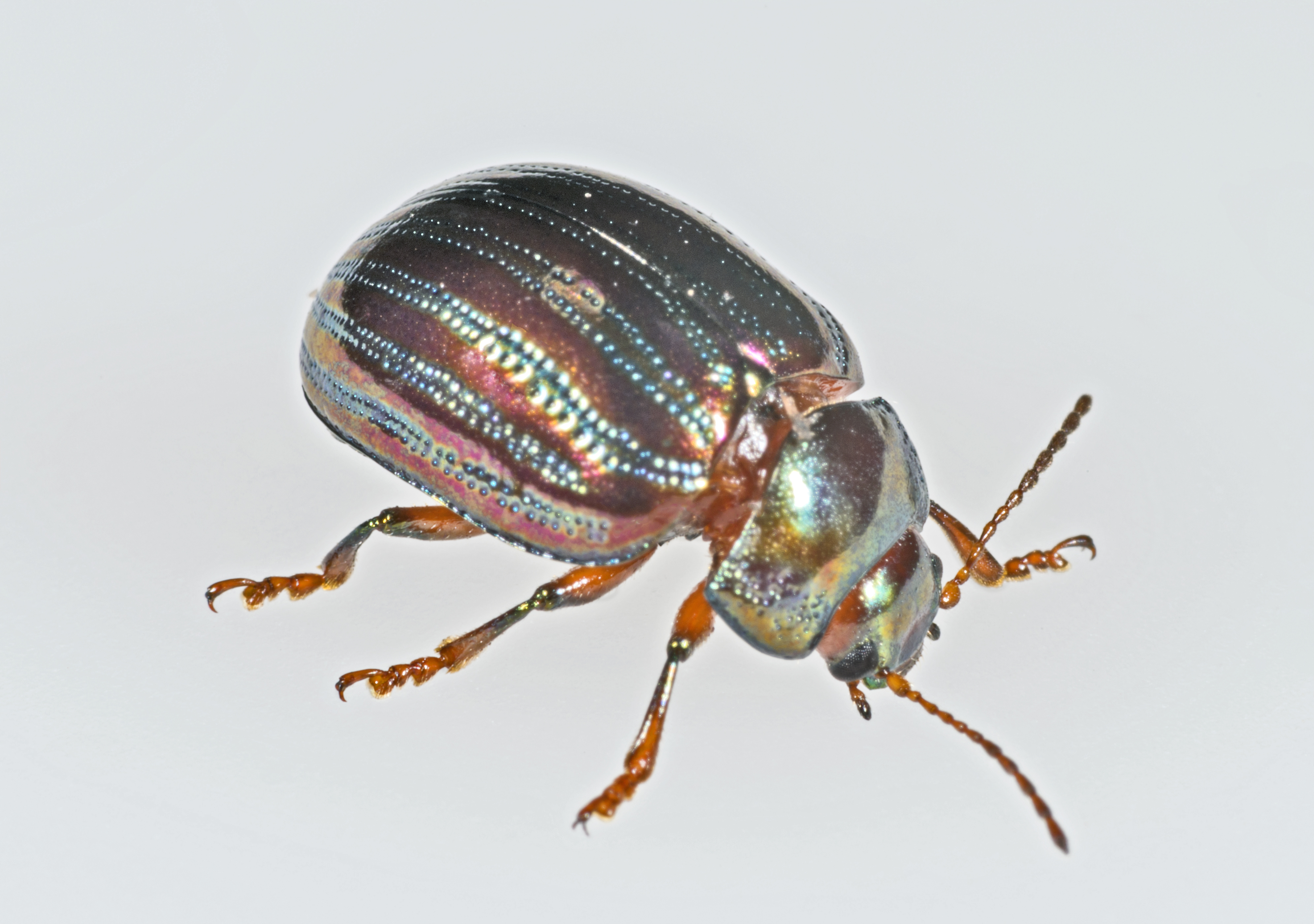
Imago.
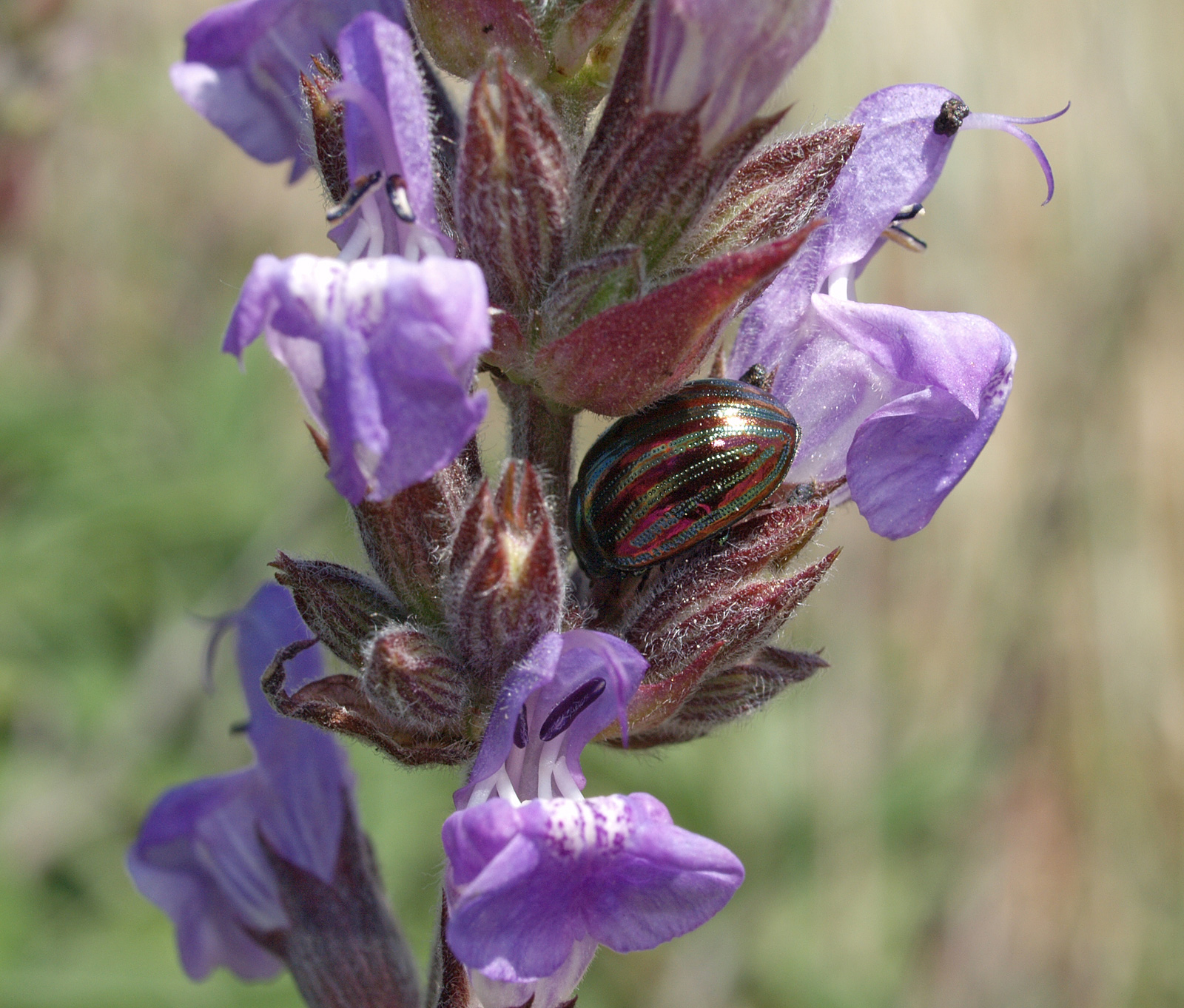
Chrysolina americana sur Salvia.
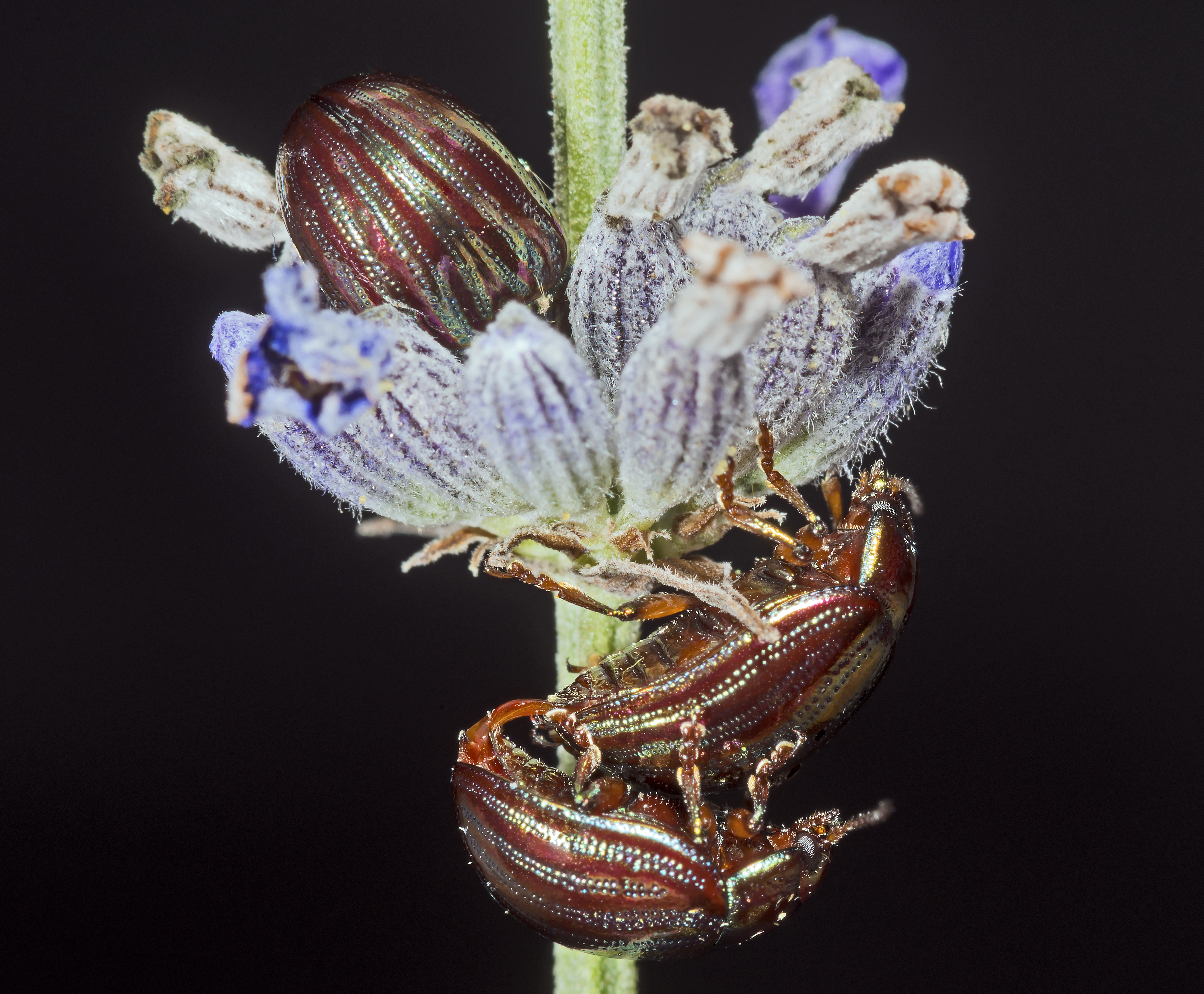
Accouplement sur une lavande.
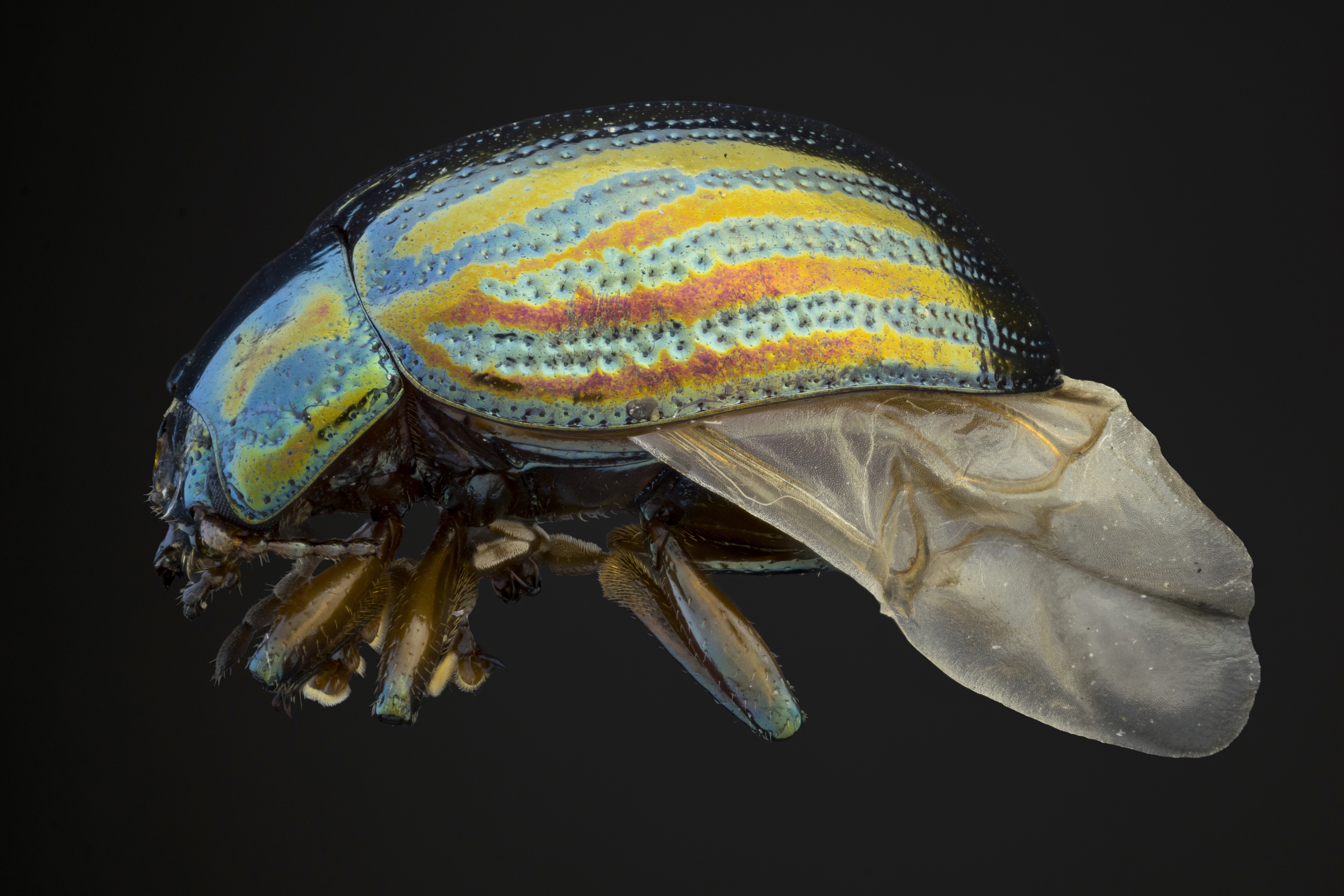
Iridescence de la carapace d'une Chrysolina americana vue de côté.

## Systématique et dénominations
L'espèce a été décrite par le naturaliste suédois Carl von Linné en 1758, sous le protonyme de Chrysomela americana,. Ce protonyme est également son synonyme. Son nom valide complet (avec auteur) est Chrysolina americana (Linnaeus, 1758).
En français, les membres de cette espèce sont connus sous les noms vernaculaires suivants : Patriote à bandes,, Chrysomèle du Romarin, Chrysomèle américaine, Chrysomèle des lavandes ou Chrysomèle de la Lavande.

## Bioécologie

### Répartition
Contrairement à ce que laisserait supposer sa dénomination, ce coléoptère n'est pas originaire d'Amérique. L'espèce est présente en Europe méridionale, des îles Britanniques au nord jusqu'aux îles méditérannéennes (Corse) au sud, de la péninsule Ibérique à l'ouest jusqu'à la Grèce à l'est.

### Habitat
L'espèce vit dans les milieux où poussent le Romarin et la Lavande.

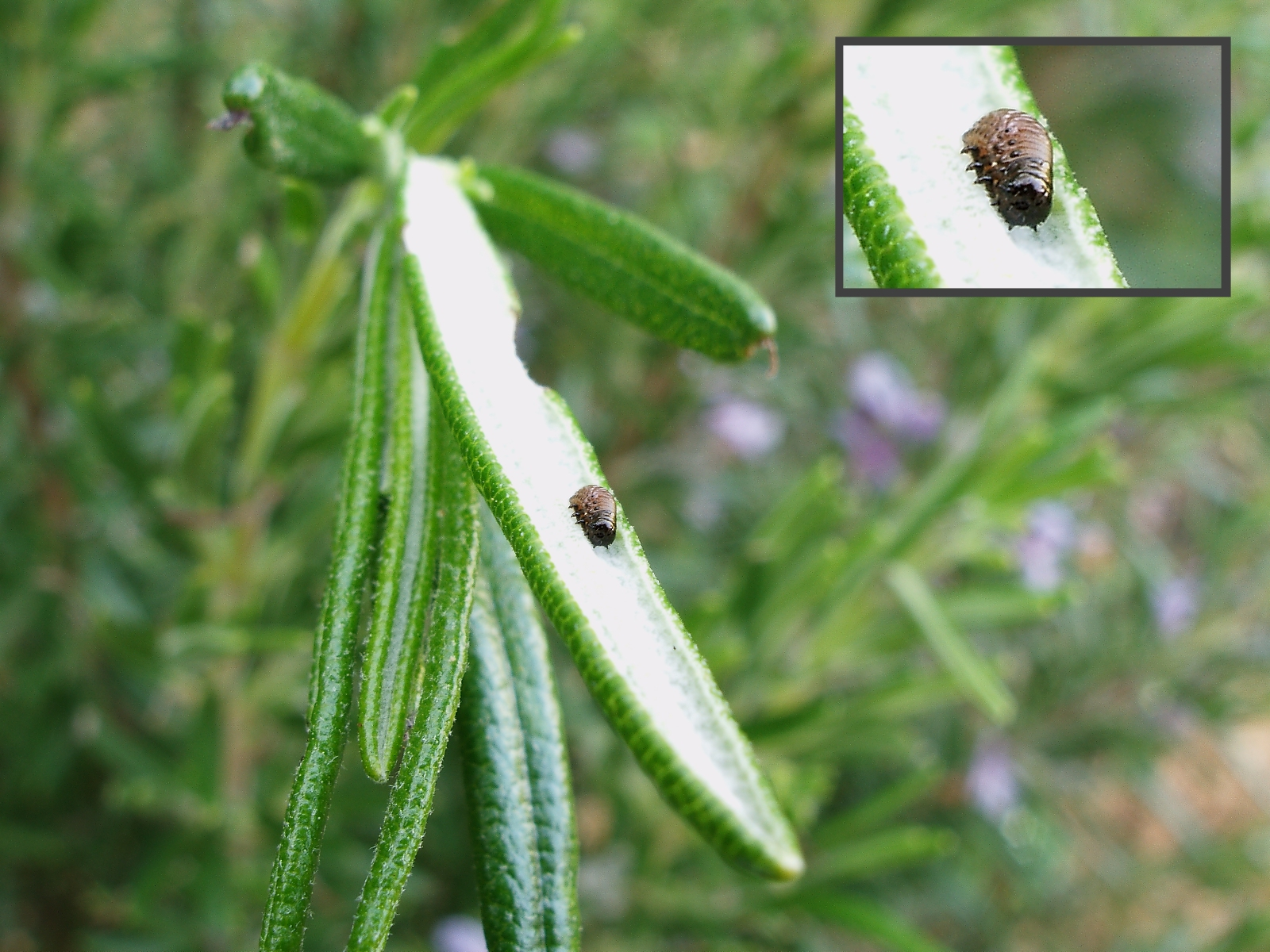
Jeune larve de chrysomèle du romarin.
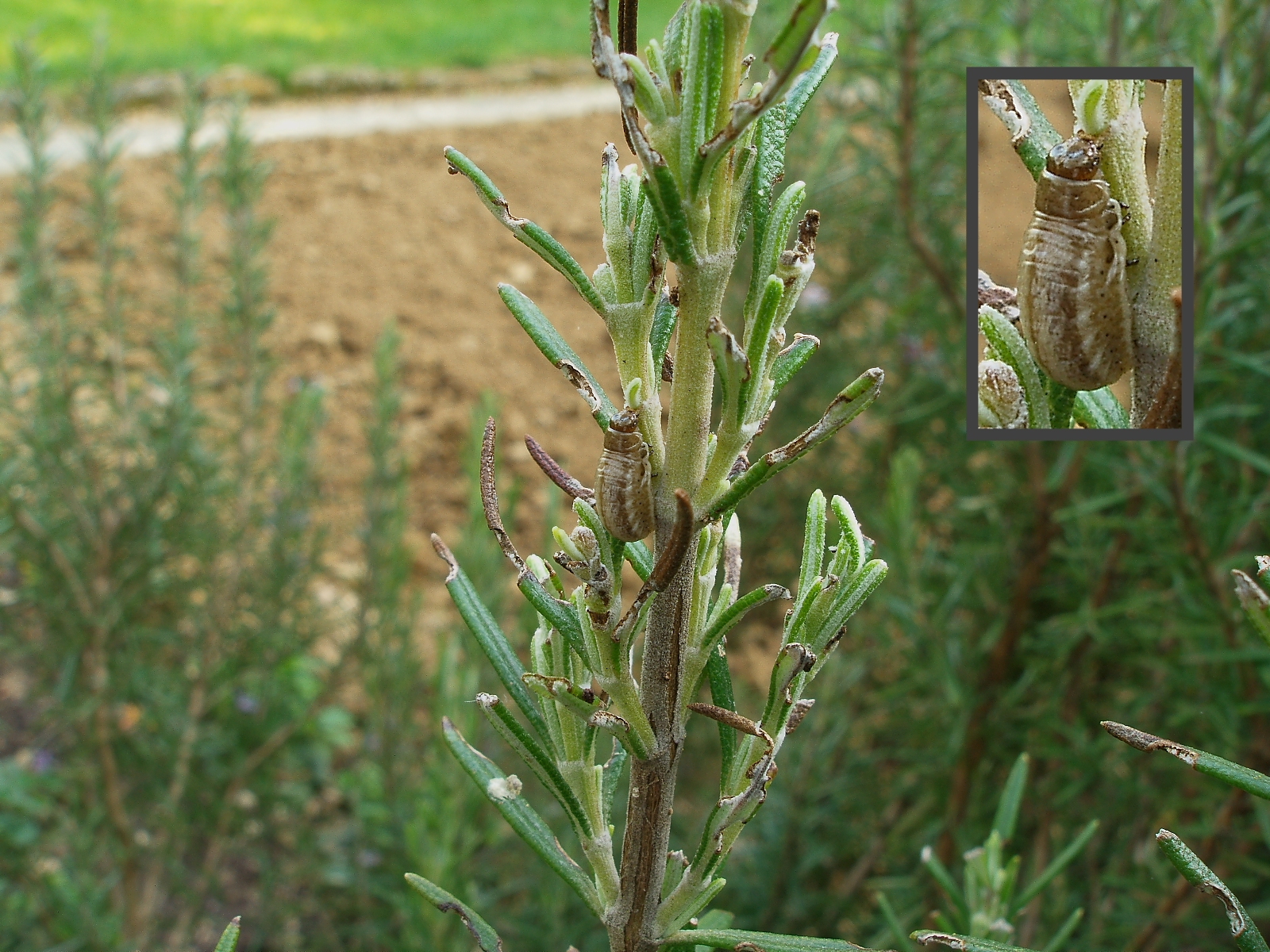
Larve de chrysomèle du romarin.
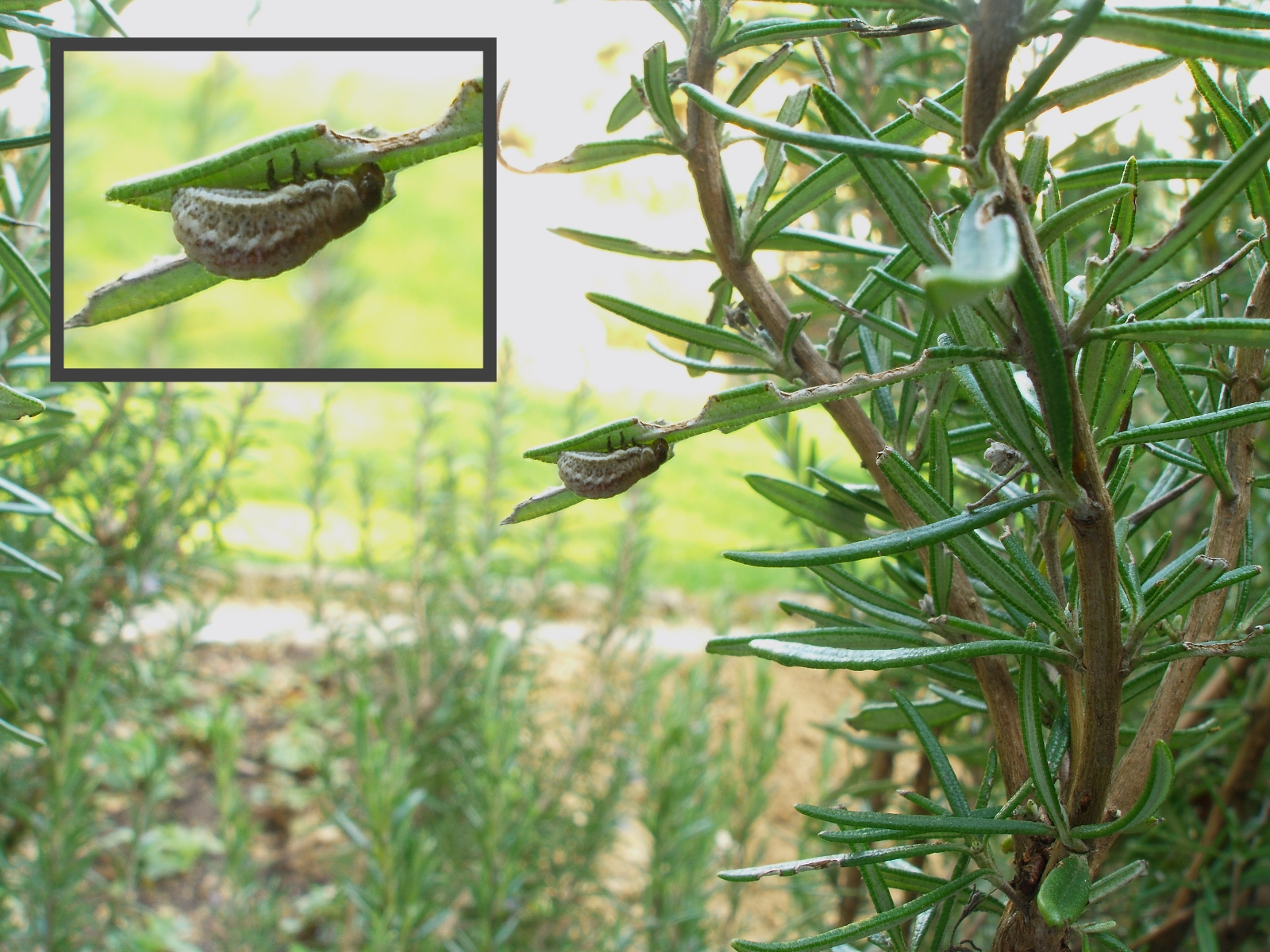
Larve de chrysomèle du romarin.

### Cycle de vie
L'espèce présente une métamorphose complète de l'œuf à l'imago et ne réalise qu'une seule génération par an. Les adultes peuvent être observés du printemps à l'automne. Durant l'été, les adultes femelles pondent et déposent les œufs sur les feuilles. Durant l'automne et l'hiver, ces œufs deviennent des larves, qui s'enterrent dans le sol, sous quelques centimètres, afin de se nymphoser durant trois semaines. L'imago sort de terre au printemps[source insuffisante].